# Punomys
Punomys és un gènere de rosegadors de la família dels cricètids. Les dues espècies d'aquest grup són endèmiques del sud del Perú. Tenen el cos rodanxó i un aspecte que recorda el dels arvicolins. Tenen una llargada de cap a gropa de 13–16 cm, la cua de 5–8 cm i un pes d'aproximadament 80 g. El pelatge és llarg i suau. El nom genèric Punomys significa ‘ratolí de Puno’ en llatí.